# Volkswirtschaftliche Masseninitiative

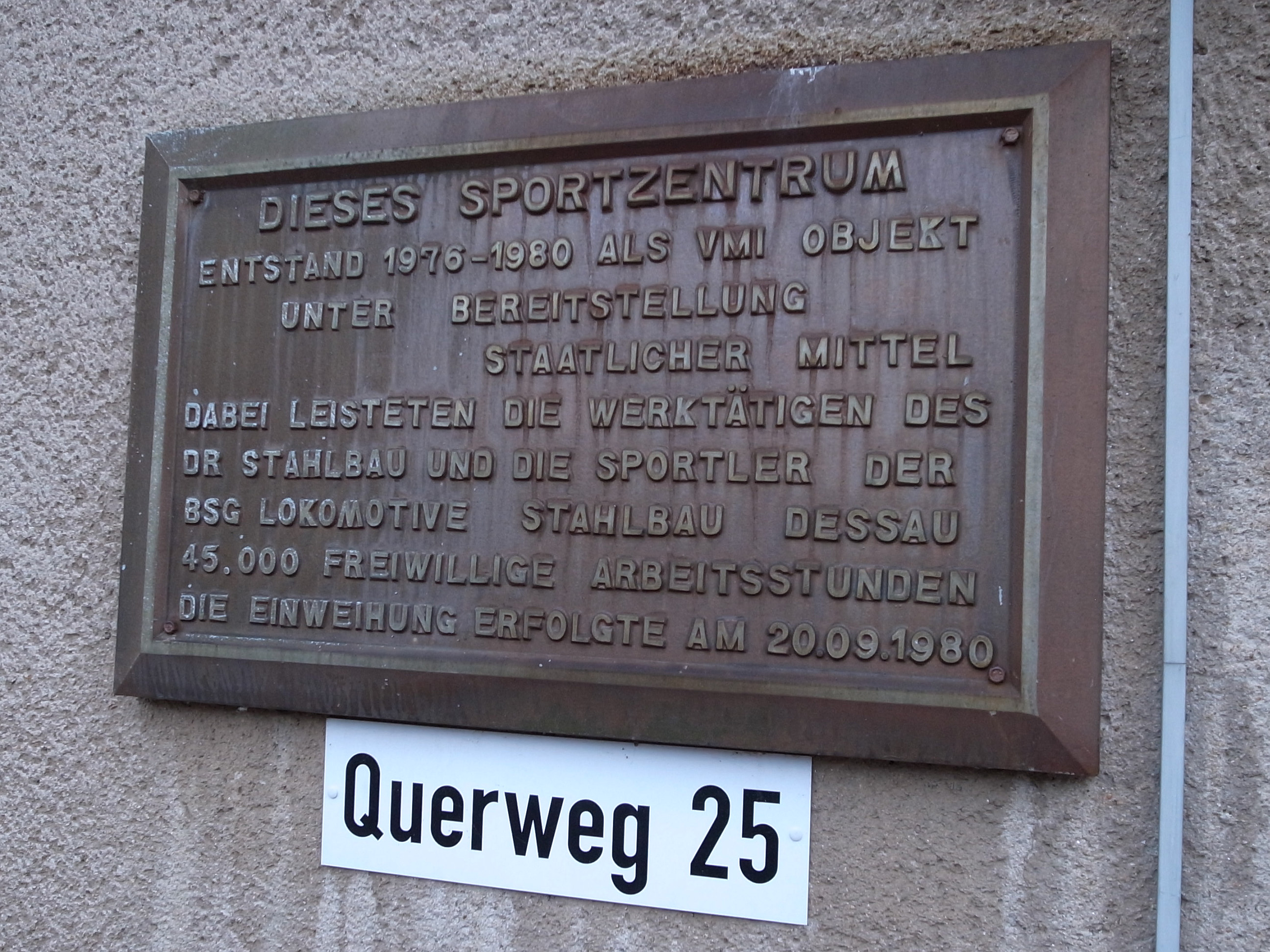
Gedenktafel an einem VMI-Objekt

VMI (Volkswirtschaftliche Masseninitiative) war eine weit verbreitete Form der freiwilligen Arbeit in der Deutschen Demokratischen Republik (DDR), die außerhalb beruflicher Tätigkeit in der Freizeit stattfand, meist in Gruppen organisiert wurde, und konkreten Zielen diente. Solche Ziele konnten sowohl Aufräumarbeiten, Verschönerungsarbeiten im Wohnumfeld, Pflege von Spielplätzen oder auch Neubauten sein. In VMI-Einsätzen wurden Sportplätze errichtet, Waldwege ausgebaut und andere nützliche Tätigkeiten verrichtet. Ein Ziel war auch die Verschönerung der Wohnumgebung. 
Vorgänger der VMI-Einsätze war das Nationale Aufbauwerk (NAW) der Nationalen Front, das ähnliche Ziele hatte, aber vor allem auf Beseitigung von Kriegsschäden gerichtet war. Im Gegensatz zum NAW wurde die VMI-Einsätze finanziell vergütet. Oft wurde das Geld an den Trägerverein gezahlt, der den VMI-Einsatz organisierte.
VMI-Einsätze fanden grundsätzlich freiwillig statt, wobei es jedoch einen gewissen Gruppenzwang gab, da man sich durch Nichtteilnahme ausgegrenzt hätte.
Im Rahmen des Sozialistischen Wettbewerbes konnten sich auch Arbeitskollektive zu VMI-Einsätzen verpflichten. Auch Hausgemeinschaften nahmen an VMI-Einsätzen teil.
Nach dem Ende der DDR gab es Versuche, die VMI wieder aufleben zu lassen, zum Beispiel von der Technischen Universität Dresden. Dabei sollten nach Angabe der Pressestelle Professoren und Studenten Grünflächen pflegen und Hörsäle reinigen.
Die freiwillige unentgeltliche Arbeit an Wochenenden nannte man in der DDR nach sowjetischem Vorbild auch Subbotnik.

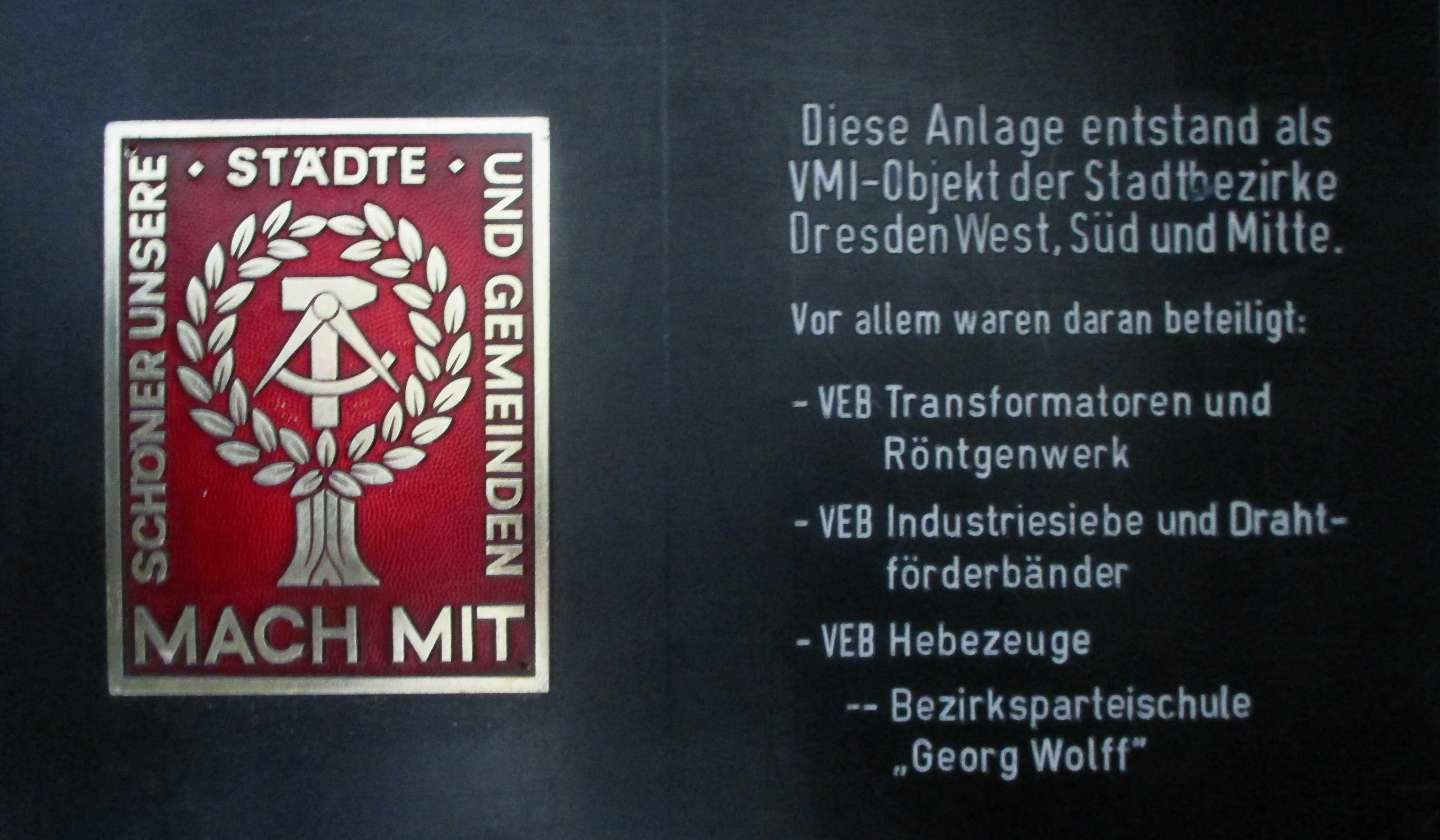
Objekt im Rahmen der VMI Schöner unsere Städte und Gemeinden - Mach mit! der Stadtbezirke Dresden West, Süd und Mitte
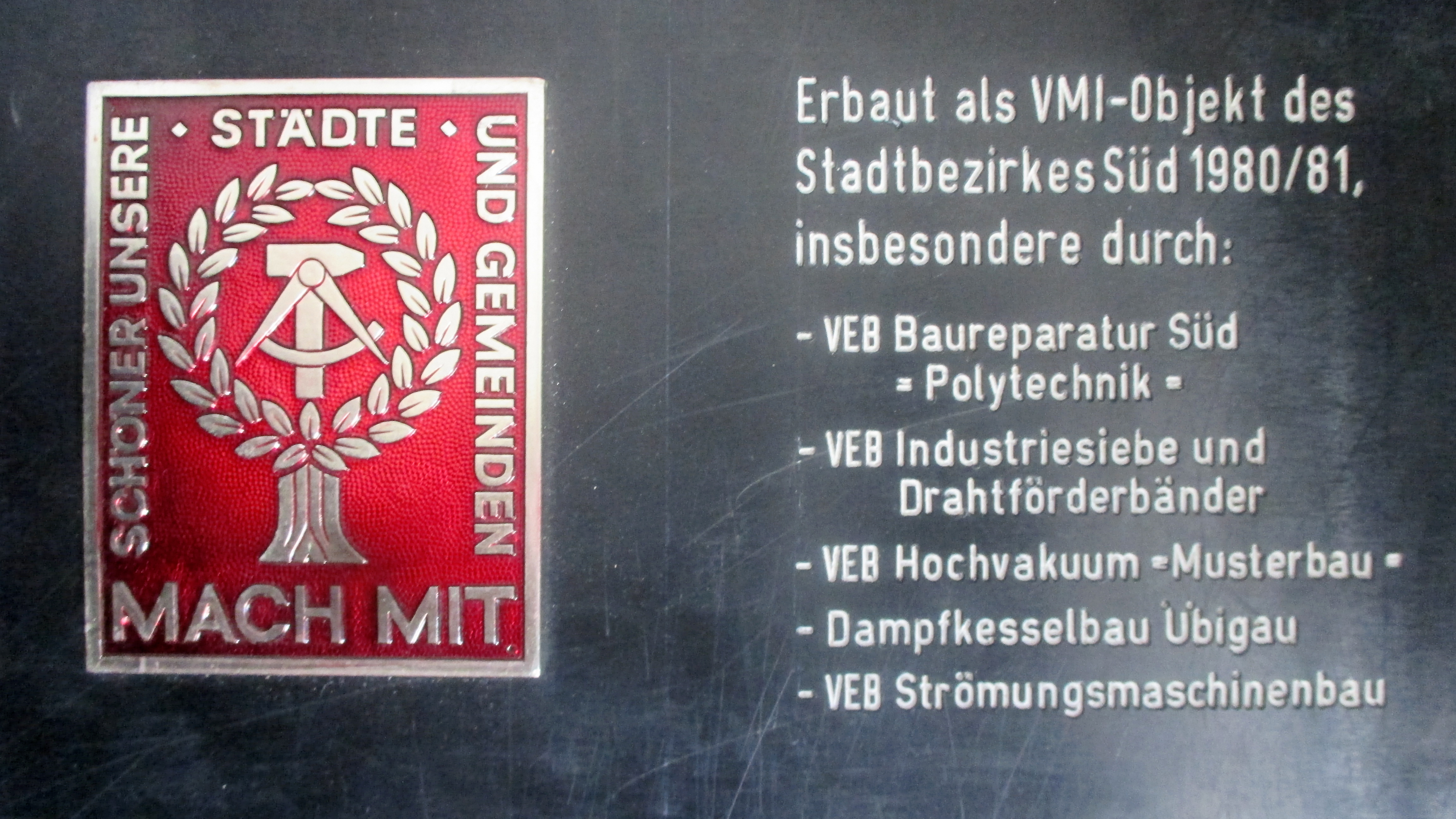
Objekt im Rahmen der VMI Schöner unsere Städte und Gemeinden - Mach mit! des Stadtbezirkes Dresden Süd 1980/81